# Малов, Сергей Иванович
Сергей Иванович Малов (1904, Ярославская губерния — 18 марта 1951 года, Москва) — советский партийный деятель, первый секретарь Рязанского обкома ВКП(б) (1948) и Областного комитета ВКП(б) АССР немцев Поволжья (1939—1941).

## Биография
Родился в 1904 году в Ярославской губернии. С 1931 член ВКП(б).
С 1929 — агроном, заведующий школой колхозной молодёжи в Вологодской губернии. В 1935—1938 — зам. директора и директор Всесоюзного института животноводства.
С 1938 на партийной работе.
7.7.1938 — 13.11.1939 — 2-й секретарь Областного комитета ВКП(б) АССР немцев Поволжья.
13.11.1939 — 28.8.1941 — 1-й секретарь Областного комитета ВКП(б) АССР немцев Поволжья.
2.1944 — 9.1944 — секретарь Кабардинского областного комитета ВКП(б).
1944—1945 — 2-й секретарь Татарского областного комитета ВКП(б).
20 апреля 1948 года был назначен 1-м секретарём Рязанского областного комитета ВКП(б), но уже 18 ноября был снят с должности «как не справившийся с работой».
Затем работал заведующим Сектором Отдела лёгкой промышленности ЦК ВКП(б).
Депутат Верховного совета СССР 1 созыва.
18 марта 1951 года умер в Москве.

## Награды
- орден Ленина (1945)